# 基希多夫县

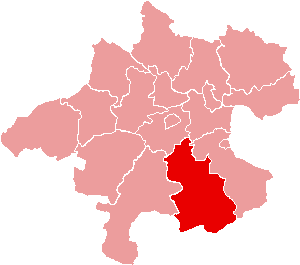
基希多夫县在上奥地利州的位置

基希多夫县（德語：Bezirk Kirchdorf）是奥地利上奥地利州所辖的一个县。总面积1239.8平方公里，总人口55167，人口密度44人/平方公里（2001年）。行政中心位于克雷姆斯河畔基希多夫。

## 行政区域
基希多夫县辖有23个市镇。